# Егоров, Даниил Григорьевич
Даниил Григорьевич Егоров (16 декабря 1892, Таруса — 25 мая 1942, район села Протопоповка, Харьковская область) — советский военный деятель, генерал-майор (1940 год).

## Биография
Даниил Григорьевич Егоров родился 16 декабря 1892 года в городе Таруса ныне Калужской области. Детство прошло на современной улице Тургенева.

### Первая Мировая и Гражданская войны
В июле 1914 года был призван в ряды Русской императорской армии и направлен рядовым в 91-ю пешую Калужскую дружину.
В апреле 1915 года был направлен на учёбу юнкером школы прапорщиков Северо-Западного фронта, дислоцированной во Пскове, после окончания которой с июля того же года исполнял должность младшего офицера, командира роты, начальника пулемётной команды 91-й пешей Калужской дружины и командира Шлакского бронепоезда. В январе 1916 года Егоров был переведён в 481-й пехотный Мещевский полк (121-я пехотная дивизия), где исполнял должности младшего офицера и командира роты, командира батальона и начальника связи полка. Находясь на этих должностях, Егоров принимал участие в боевых действиях в боевых действиях под Ригой и Двинском.
В декабре 1917 года в чине штабс-капитана был демобилизован из рядов армии и с января 1918 года работал учителем, затем заведующим школой и заведующим райкультпросветом в деревне Бабеево (Серпуховской уезд, Московская губерния).
В июне 1919 года Егоров был призван в ряды РККА, после чего был назначен на должность командира отдельного батальона Московского уездного военкомата, в марте 1920 года — на должность командира отдельного батальона экспедиционного отряда (7-я армия), дислоцированного в районе Ямбурга и Гдова, а в мае — на должность начальника этого отряда, в апреле 1921 года — на должность командира 168-го и 166-го отдельных батальонов войск ВЧК, дислоцированных в районах Пскова и Ямбурга, а в октябре — на должность начальника школы подготовки начсостава при 23-й бригаде войск ВЧК. Находясь на этих должностях, Егоров принимал участие в боевых действиях против повстанцев на территории Московской губернии и Прибалтики.
В декабре 1921 года был назначен на должность начальника штаба и командира отдельной сводной курсантской бригады, созданной для боевых действий против финских воинских формирований, вторгшихся на территорию Карелии в районе Олонца.

### Межвоенное время
С мая 1922 года Егоров исполнял должность командира 1-й Московской отдельной курсантской бригады.
В сентябре 1923 года был направлен на учёбу в Военную академию РККА, после окончания которой в сентябре 1926 года был направлен в 100-ю стрелковую дивизию (Украинский военный округ), дислоцированную в городе Белая Церковь, где служил на должностях начальника штаба и исполняющего должность командира дивизии, командира 299-го стрелкового полка и вновь начальника штаба дивизии.
С января по июнь 1929 года проходил обучение на курсах усовершенствования высшего комсостава РККА, дислоцированных в Москве.
В апреле 1931 года Егоров был назначен на должность начальника штаба корпуса вузов Украинского военного округа, в июне 1935 года — на должность начальника Киевского пехотного училища, в феврале 1939 года — на должность командира 95-й стрелковой дивизии, а в январе 1941 года — на должность командира 14-го стрелкового корпуса (Одесский военный округ).
Комбриг (26.11.1935), генерал-майор (4.06.1940).

### Великая Отечественная война
В конце июня 1941 года корпус под командованием генерал-майора Д. Г. Егорова был включён в состав 9-й армии (Южный фронт), после чего принимал участие в приграничном сражении, в ходе которого вёл оборонительные боевые действия по левому берегу реки Прут северо-западнее Кишинёва, а вскоре во время отступления Южного фронта корпус прикрывал приморское (одесское) направление, а в конце июля вёл оборонительные боевые действия на восточном берегу Днестра в районе Тирасполя, Паланки и Овидиополя. В начале августа 14-й стрелковый корпус был расформирован.
В ходе данных боевых действий корпус понёс большие потери, за допущенный просчёт в управлении корпусом и понесённые невозвратные потери в живой силе и боевой технике командир корпуса Д. Г. Егоров 15 августа 1941 года был отстранён от должности и предан суду Военного трибунала Южного фронта. Ввиду отсутствия состава преступления был понижен в должности и в сентябре назначен командиром 469-го стрелкового полка 150-й стрелковой дивизии, который в конце сентября — начале ноября отличился в боевых действиях на таганрогском направлении во время Донбасской оборонительной операции, а затем участвовал в ходе контрудара войск Южного фронта. За умелое командование полком в этих боях был награждён орденом Красного Знамени и назначен на должность командира 150-й стрелковой дивизии, которая принимала участие в боевых действиях во время Ростовской наступательной операции, в ходе которой освобождала Ростов-на-Дону, выйдя к реке Миус. С 18 по 31 января 1942 года дивизия участвовала в ходе Барвенково-Лозовской наступательной операции, во время которой прорвала оборону противника в районе Славянска, тем самым заняв выгодное положение для перехода в последующее наступление.
В мае дивизия в составе 57-й армии попала в окружение в ходе Харьковского сражения и почти вся погибла. Генерал-майор Д. Г. Егоров погиб в бою 25 мая 1942 года у села Протопоповка (Харьковская область).

## Награды
- Орден Красного Знамени (22.02.1941);
- Орден Отечественной войны 1-й степени (06.05.1965, посмертно);
- Юбилейная медаль «XX лет Рабоче-Крестьянской Красной Армии» (22.02.1938).